# Psittacine Beak and Feather Disease

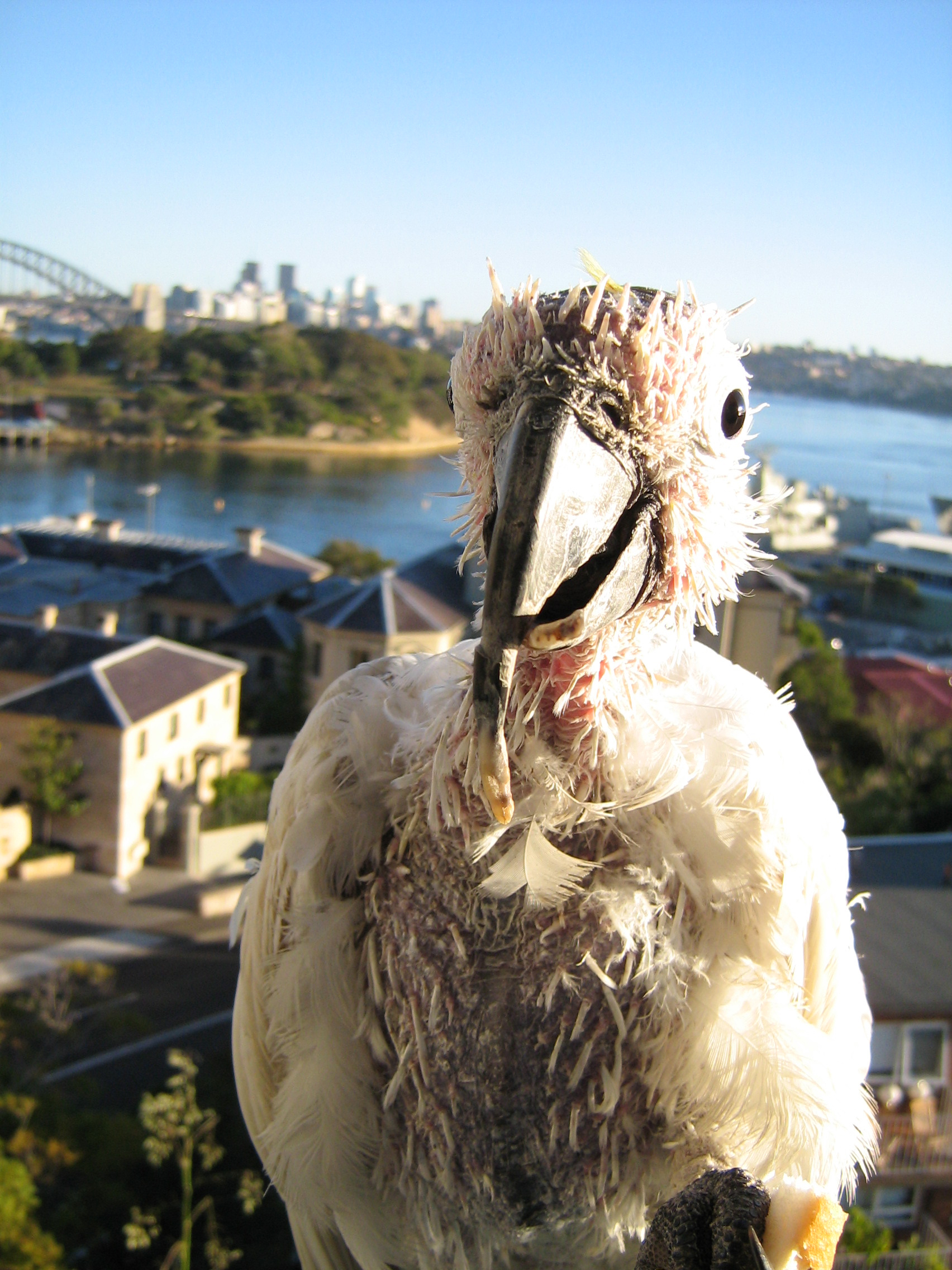
Gelbhaubenkakadu mit PBFD

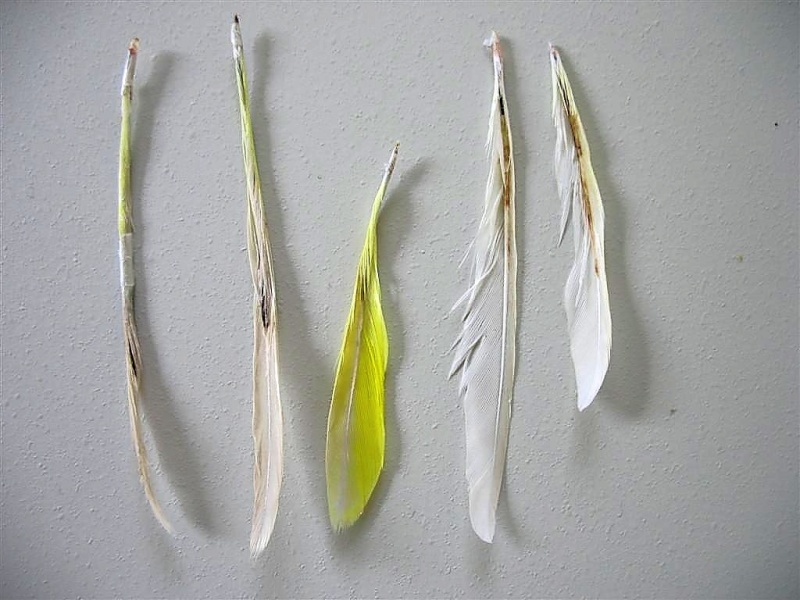
Stark durch PBFD geschädigte Schwanz- und Schwungfedern eines Wellensittichs

Die Psittacine Beak and Feather Disease (PBFD; engl. für „Feder- und Schnabelkrankheit der Papageien“) ist eine hoch ansteckende, nicht heilbare und oft tödlich ausgehende virale Infektion bei Papageienvögeln (Psittaciden, Sittiche und Papageien). Sie ist die häufigste Viruserkrankung bei Papageienvögeln in Deutschland und betrifft mittlerweile nicht mehr nur Großpapageien, sondern auch Wellensittiche und andere kleine Papageienvögel. PBFD ist aber auch unter wildlebenden Papageien verbreitet. Die Erstbeschreibung des Circovirus erfolgte an Psittaciden aus dem südlichen Pazifikraum und ist mittlerweile an vielen anderen Arten nachgewiesen. Für den zu den Langflügelpapageien zählendem Kappapagei, der als die am stärksten bedrohte afrikanische Großpapageienart gilt, stellt diese Erkrankung neben dem Verlust des Lebensraumes eine der bestandsbedrohenden Faktoren dar.

## Ursache und Krankheitsentstehung
Der Erreger der PBFD ist das Beak and Feather disease virus (BFDV) aus der Virusfamilie Circoviridae. Es handelt sich dabei um kleine, 12–21 nm große, unbehüllte DNA-Viren. Circoviren sind sehr hoch ansteckend. Sie weisen eine hohe Tenazität in der Umwelt auf und werden nur durch wenige Desinfektionsmittel (z. B. Glutaraldehyd) sicher inaktiviert.
Verschiedene Spezies der Circoviren kommen auch bei anderen Vogelordnungen (Hühnervögel, Taubenvögel, Kanarienvögel, Rabenvögel) vor, allerdings sind sie spezifisch und zwischen den Ordnungen nicht übertragbar, ein Wellensittich kann sich also nicht mit dem Circovirus einer Taube anstecken.
Die Infektion erfolgt durch orale Aufnahme des Virus oder über eine aerogene Tröpfcheninfektion. Durch die hohe Tenazität ist auch die indirekte Übertragung durch unbelebte Vektoren (Käfigmobiliar, Kleidung, Krallenschere etc.) möglich. Die Inkubationszeit, also der Zeitraum von der Infektion bis zur eigentlichen Erkrankung, kann sich über Monate oder sogar Jahre hinwegziehen. Daher ist bei Tierzukäufen ein sehr hohes Risiko für eine Einschleppung der Erkrankung in eine Vogelhaltung gegeben.
Nach der Infektion kommt es zu einer Virusverbreitung im Blut (Virämie) und die Viren siedeln sich in den Organen des Lymphsystems, in den Federfollikeln und der Haut sowie in Speiseröhre und Kropf an. In diesen Organen kommt es zum Absterben von Zellen (Nekrosen). Infizierte Vögel scheiden das Virus über das Kropfsekret, den Kot sowie über Haut und Federn aus.

## Nachweis
PBFD wird üblicherweise per Bluttest oder frisch gezogenen Federn mit der Polymerase-Kettenreaktion durch Nachweis von Virus DNA ermittelt. In wenigen Speziallaboren ist dies auch über Kotproben möglich.

## Klinisches Bild
Nestlinge und oft auch Jungvögel zeigen einen perakuten Verlauf ohne die typischen Symptome bei älteren Tieren. Bei ihnen verläuft die Infektion mit Durchfall und Abgeschlagenheit zumeist ohne Feder- und Schnabelveränderungen nach kurzer Krankheit tödlich.
Bei älteren Tieren verläuft die Krankheit langsamer. Aufgrund der Schädigung der Federfollikel kommt es zum Ausfall von Deck- und Schwungfedern, zu brüchigen oder eingeschnürten Federschäften und zu persistierenden Federscheiden (das sind schlauchartige Hüllen um die sich entwickelnden Federn, die beim Auswachsen der Federn normalerweise einreißen, wodurch sich die Feder entfaltet). Die Federn lassen sich leicht herausziehen und können Farbveränderungen aufweisen. Die Veränderungen am Federkleid werden von Mauser zu Mauser stärker. An den übrigen Hornbildungen (Kralle, Schnabel) kommt es zu einem übermäßigen Wachstum mit einem weichen brüchigen Horn.
Durch den Befall der lymphatischen Organe (Thymus, Bursa Fabricii) kommt es zu einer Verminderung der Zahl der weißen Blutkörperchen (Leukopenie) und damit zu einer verminderten Immunabwehr, so dass die infizierten Vögel häufig an Sekundärinfektionen leiden. Die Immunschwäche führt in der Regel 6 bis 24 Monate nach sichtbarem Krankheitsausbruch zum Tod.
Bei Altvögeln kann die Erkrankung auch vollkommen symptomlos verlaufen. Diese Tiere sind für Bestände gefährliche Erregerausscheider.
Die Diagnose kann beim typischen Verlauf anhand des klinischen Bildes gestellt werden. Differentialdiagnostisch ist insbesondere eine Polyomavirusinfektion auszuschließen, wobei beide Erkrankungen gleichzeitig auftreten können. An herausgezupften, frisch nachwachsenden Federn kann ein Erregernachweis mittels PCR erfolgen.

## Bekämpfung
Eine Therapie der PBFD ist nicht möglich. Die Jungvögel sterben zumeist, bevor eine Behandlung einsetzen kann. Bei älteren Tieren kann man versuchen, die bakteriellen und mykotischen (Aspergillose) Sekundärerkrankungen unter Kontrolle zu halten und durch optimale Haltungsbedingungen, optimale Fütterung und die Vermeidung von Stress das Immunsystem zu unterstützen.
Da die Therapie wenig erfolgversprechend ist, kommt der Prophylaxe besondere Bedeutung zu. Wichtigste Maßnahmen sind eine Quarantäne von mindestens 90 Tagen bei Neuzukauf mit Kontrolluntersuchung, eine strikte Isolierung erkrankter Tiere und regelmäßige Desinfektionen der Räume, Volieren oder Käfige bei Beständen.